# Рем, Генрих
Генрих Симон Людвиг Фридрих Рем (нем. Heinrich Simon Ludwig Friedrich Rehm; 1828—1916) — немецкий ботаник, миколог, лихенолог и врач.

## Биография
Генрих Рем родился 20 октября 1898 года в коммуне Эдерхайм в Баварии. Учился в Эрлангенском, Мюнхенском и Гейдельбергском университетах. В 1852 году Генрих стал доктором медицины. С 1853 по 1854 продолжал учиться на врача в Праге и Вене. Затем он стал работать врачом в Дитенхофене (с 1854), Зугенхайме (с 1857) и Виндсхайме (с 1871). С 1875 года Генрих работал в Лоре-на-Майне, с 1879 — в Регенсбурге. В 1888 году Рем стал медицинским советником (Medizinalrat). В 1898 году Генрих ушёл на пенсию, на следующих год переехал в Мюнхен. Генрих Рем скончался 1 апреля 1916 года в Мюнхене.
Большая часть гербария Генриха Рема в настоящее время находится в Шведском музее естественной истории в Стокгольме (S). Некоторые образцы были переданы в Мюнхенскую ботаническую коллекцию (M), Венский университет (WU) и Цюрихский университет (Z). Письма Рема американским микологам Уильяму Фарлоу и Роланду Тэкстеру находятся в Гарвардском университете.

## Роды грибов, названные в честь Г. Рема
- Discorehmia Kirschst., 1936
- Neorehmia Höhn., 1902
- Rehmia Kremp., 1861 [syn.  Rhizocarpon Ramond ex DC., 1805]
- Rehmiella G.Winter, 1883 [syn.  Gnomonia Ces. & De Not., 1863]
- Rehmiodothis Theiss. & Syd., 1914
- Rehmiomycella E.Müll., 1962
- Rehmiomyces Henn., 1904